# 클레오피스
클레오피스(산스크리트어: कृपा 크리파)는 아사카니족의 여왕으로, 아사카니족과 알렉산드로스 대왕 사이의 전쟁에서 중요한 인물이었다. 클레오피스는 기원전 326년, 알렉산드로스의 침략 당시, 아사카니족의 전쟁 지도자였던 아사카노스의 어머니였다. 아들이 전투에서 사망한 후 지휘권을 장악한 클레오피스는 알렉산드로스 대왕과의 협상을 통해 자신의 지위를 유지할 수 있는 합의를 이끌어냈다. 이후의 이야기들은 클레오피스가 알렉산드로스의 아들을 낳았다고 주장하는데, 이것은 역사학자들에 의해 일축된 생각이다.
아사카니족(아슈바카족)은 고대 간다라의 스와트 계곡과 부네르 계곡의 일부에 살았던 독립적인 민족이다. 이 고지대 사람들은 반항적이고, 복종에 저항하는 매우 독립적인 씨족이었다.

## 생애
기원전 326년, 알렉산드로스 대왕은 인더스강 서쪽에서 원정을 벌이다가 아사카니족과 갈등을 빚었다. 고전 작가 퀸투스 쿠르티우스 루푸스는 아사카니족이 그들의 조국을 지키기 위해 2만 명의 기병, 3만 8천 명의 보병, 30마리의 코끼리로 이루어진 군대를 편성했다고 밝혔다. 그들의 군대는 아비사라에게서 모집한 7천 명의 캄보자 용병 부대였다.
전장에서 패배한 아사카니족은 요새화된 도시 마사가로 돌아와 전투가 5일간(혹은 쿠르티우스에 따르면 9일간) 계속되었다. 이 전투에서 아사카노스가 전사했다. 아들이 죽은 뒤, 클레오피스가 지휘권을 잡고, 아사카니족 여성들을 소집해 전투를 벌이고, 도시 방어를 계속 지휘했다. 아사카니족의 통치권은 클레오피스에게 넘어갔다.
그러나 결국 클레오피스는 패배가 불가피하다고 판단했다. 그녀는 침략자들과 타협하게 되었고 추종자들과 함께 마사가를 버렸다. 디오도로스 시켈로스는 "클레오피스는 알렉산드로스에게 소중한 선물들을 보냈는데, 그 메시지는 그녀가 알렉산드로스의 위대함에 대한 감사를 표하고 그에게 조약의 조건들을 따르겠다고 약속했다는 것이다"라고 말한다. 쿠르티우스와 아리아노스에 따르면, 클레오피스는 그녀의 어린 손녀와 함께 사로잡혔다고 한다. 알렉산드로스는 클레오피스 여왕이 그의 봉신으로서 왕좌를 유지하도록 허락했다.
패배한 아사카니에 대한 알렉산드로스의 보복은 심했다. 그는 마사가를 불태우게 했다. 빅토르 한센은 이렇게 썼다. "그는 포위된 아사카니에게 항복과 동시에 목숨을 끊겠다고 약속한 후, 항복한 모든 병사를 처형했다. 오라와 아오르노스에 있는 그들의 요새도 마찬가지로 공격을 받았다. 주둔병들은 아마 모두 죽임을 당했을 것이다."
그리고 알렉산드로스는 캄보자 용병들을 쫓아가 언덕 위에 포위하고는 모두 죽였다. 디오도로스는 이 사건을 다음과 같이 자세히 묘사하고 있다. "...낙하한 자들의 팔을 잡은 여인들이 부하들과 나란히 싸웠다. 이에 따라 무기를 보급한 일부는 남편을 방패로 가리기 위해 최선을 다했고, 무기를 소지하지 않은 다른 이들은 몸을 던져 방패를 잡는 등 적을 저지하기 위해 많은 노력을 기울였다."
쿠르티우스와 유스티누스를 포함한 후기 고전 작가들은 알렉산드로스가 클레오피스와의 사이에서 자식을 낳았다고 주장한다. 역사학자들은 이 개념을 훨씬 나중의 낭만적인 발명품으로 치부한다. 클레오피스가 자신의 지위를 유지할 수 있도록 해준 알렉산드로스의 비교적 관대한 조건에 대해, 쿠르티우스는 "...어떤 사람들은 이 관대한 대우가 그녀의 불행에 대한 연민보다는 그녀의 사람의 매력에 의해 이루어졌다고 믿었다. 어쨌든, 그 후에 그녀는 그의 아버지가 누구였든 알렉산드로스라는 이름을 가진 아들을 낳았다."라고 말했지만, 초기 작가들은 이에 대해 언급하지 않는다.